# August Woldt
August Woldt (Berlín, 4 d'agost, 1840 - Idem., 23 d'abril, 1890), fou un escriptor i científic alemany.
El viatge del capità Jacobsen a la costa nord-oest d'Amèrica 1881–1883, editat amb finalitats de col·leccions i investigacions etnològiques, juntament amb una descripció d'experiències personals, per al lector alemany. Amb mapes i nombroses xilografies després de les fotografies i les de la Reial. Objectes etnogràfics al Museu de Berlín. Max Spohr, Leipzig 1884 Google-USA*, Internet Archive = Google-USA*

## Publicacions dependents
Sobre el coneixement dels Mars del Sud. 2 parts. A: Westermann's illustrated German monthly magazines 60 (1886), George Westermann, Braunschweig 1886, pp. 326–344, 455–474 Internet Archive = Google-USA*, Google-USA*
ANord i Sud
- Visita a l'observatori astrofísic de Potsdam. Volum 34 (1885). pàg. 419
- L'exposició comercial alemanya a Berlín 1888. Volum 37 (1886). pàg. 107
- La ciència de l'home i el Museu d'Etnologia de Berlín. Volum 40 (1887). pàg. 176

AEl Pavelló del Jardí
- La Societat de Geografia de Berlín. Pel seu aniversari el 30 d'abril i l'1 de maig. 1878, número 18
- Un aniversari geogràfic. 1880, número 13
- Les empremtes de l'home prehistòric a Alemanya. 3 parts. 1880, números 36, 38, 39
- Nit de comiat de Nordenskjöld a Berlín. 1880, número 43
- * La metròpoli del desert al riu Níger. Alguna cosa de l'expedició del Dr. Lenz a Tombuctu. 1881, número 26
- Observatori Marítim Alemany d'Hamburg. Per mudar-se a la seva nova llar. 1881, número 37
- La nova era de la recerca polar. 1882, número 9
- El viatge en vaixell amb cadena per l'Elba. 1882, número 15
- Les expedicions polars alemanyes de 1882 i 1883. 1882, número 23
- La casa de l'elefant al Jardí Zoològic de Berlín. 1882, número 52